# ليديا قاولد
ليديا قاولد (بالإنجليزية: Lydia Gould)‏ هي دراجة بريطانية، ولدت في 1952، وتوفيت في 1957.